# 12625 Купман
12625 Купман (12625 Koopman) — астероїд головного поясу, відкритий 17 жовтня 1960 року.
Тіссеранів параметр щодо Юпітера — 3,202.